# Carl Magnus Rehbinder
Carl Magnus Rehbinder, född omkring 1650, död 27 juni 1709 i svenska lägret vid Poltava, var en svensk friherre och militär.
Carl Magnus Rehbinder var son till generalmajor Henrik Rehbinder och Hildegard von Yxkull. Han blev fänrik vid Erik Silfversparres västerbottniska regemente 1666, löjtnant vid Christopher von Güntersbergs regemente 1671, kapten vid Österbottens regemente 1674, senare major där och överstelöjtnant vid Hans Abraham von Uchteritz kavalleriregemente 1678. Rebinder var överste och chef för Åbo, Nylands och Viborgs tremänningsregemente till häst 1700–1709, i slaget vid Narva anförde han två skvadroner finnar. Han var ägare till Saksi mõis (Saxemois) och Jõepere mõis (Jömper) i Tristfers socken, Kostivere (Kostifer) i Jõelähtme socken och Kodasoo mõis (Kotzum) i Kuusalu socken.